# Фукс, Лев Эдуардович
Лев Эдуардович Фукс (1875—1916) — русский военный  деятель, генерал-майор  (1916). Герой Первой мировой войны.

## Биография
Родился в семье юриста, действительного тайного советника Эдуарда Яковлевича Фукса. 
В 1894 году после окончания Николаевского кадетского корпуса вступил в службу. В 1896 году после окончания Николаевского кавалерийского училища произведён корнеты и выпущен в Павлоградский 2-й лейб-гусарский полк.  В 1900 году произведён в поручики. В 1903 году окончил Офицерскую кавалерийскую школу, штабс-ротмистр.
С 1908 года после окончания Николаевской академии Генерального штаба по I разряду, капитан, эскадронный командир Павлоградского 2-го лейб-гусарского полка. С 1911 года помощник старшего адъютанта штаба Туркестанского военного округа. С 1913 года старший адъютант управления 2-й Отдельной кавалерийской бригады.
С 1914 года участник Первой мировой войны, с 1915 года подполковник, и.д. штаб-офицера для поручений при штабе 11-го армейского корпуса и и.д. начальника штаба 9-й кавалерийской дивизии. В 1916 году произведён в полковники. 
7 февраля 1916 года за храбрость награждён Георгиевским оружием: 
За выдающиеся отличие и мужество проявленное будучи штаб-офицером для поручений штаба 11-го армейского корпуса
26 сентября 1916 года погиб в Битве на Сомме, будучи прикомандированным от русской армии к Британскому экспедиционному корпусу. 21 декабря 1916 года за боевые отличия посмертно произведен в генерал-майоры.

## Награды
- Орден Святого Станислава 3-й степени  (1904)
- Орден Святой Анны 3-й степени (1912; Мечи и бант к ордену — ВП 02.03.1915)
- Орден Святой Анны 2-й степени с мечами (ВП 17.12.1914)
- Орден Святого Станислава 2-й степени  с мечами (ВП 02.03.1915)
- Орден Святого Владимира 4-й степени с мечами и бантом (ВП 24.04.1915)
- Орден Святой Анны 4-й степени «За храбрость» (ВП 27.06.1915)
- Георгиевское оружие (ВП 07.02.1916)